# Georgiens utrikespolitik

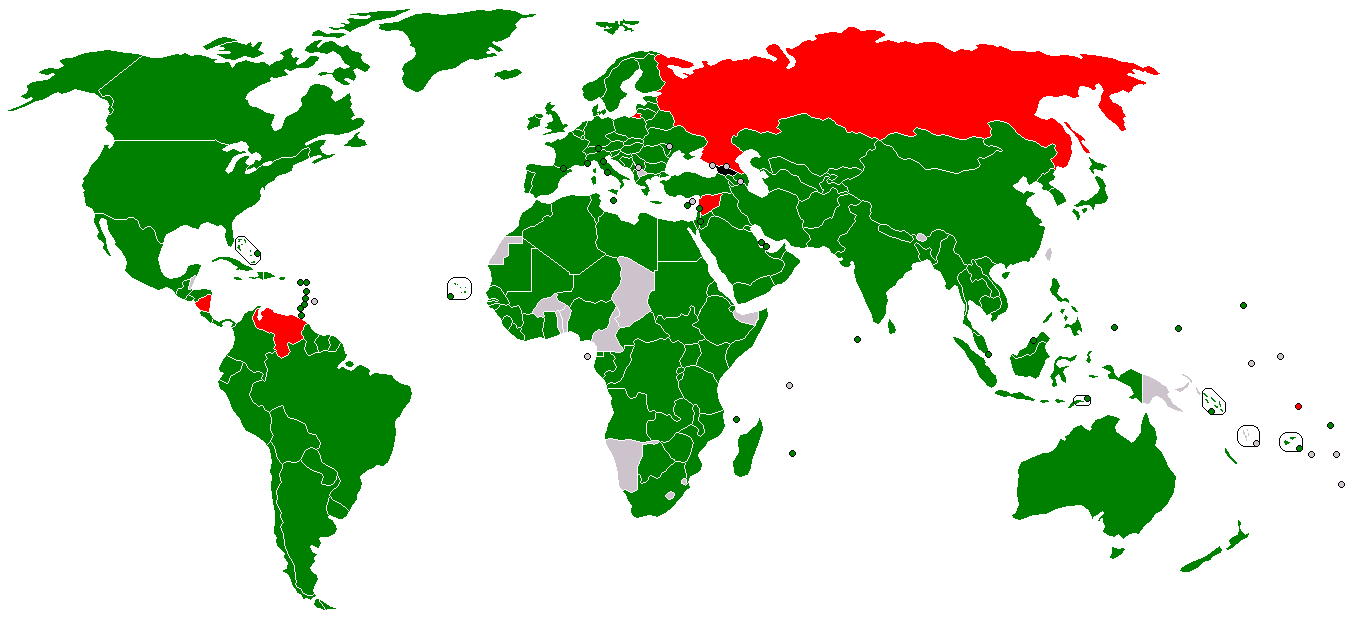
Karta över Georgiens diplomatiska relationer.:
Diplomatiska relationer upprättade
Inga diplomatiska relationer upprättade
Avslutade diplomatiska relationer

Georgiens utrikespolitik är den politik som förs för Georgiens utrikes förbindelser. Georgiens geografiska läge har gjort att landet utvecklas till en inkörsport mellan svarta havet till Kaukasus och den större kaspiska regionen. Georgien har en långvarig och nära relation till Ryssland, men även till sina andra grannländer och på senare tid även längre västerut. Georgien har även ett parterskaps- och handelsavtal med Europeiska unionen, och man deltar i Partnerskap för fred. Frankrike, Tyskland, USA, Storbritannien och sedan år 2010 även Sverige har samtliga ambassader i Tbilisi. 
Georgien är medlem i Förenta nationerna, Europarådet och OSSE. 

## Relationer efter land
Nedan listas nationer som Georgien har betydande diplomatiska relationer med. År som de diplomatiska relationerna upprättades står inom parentes

### Grannländer
- Armenien (17 juli 1992)
- Azerbajdzjan (16 juni 1919)
- Turkiet

### Europa
- Bulgarien (5 juni 1992)
- Cypern (9 juli 1993)
- Tjeckien (1 januari 1993)
- Danmark (1 juli 1992)
- Estland (16 juni 1992)
- Finland (8 juli 1992)
- Frankrike (21 augusti 1992)
- Italien (11 april 1992)
- Lettland (11 mars 1993)
- Litauen (16 september 1994)
- Malta (1 februari 1993)
- Moldavien (25 juni 1992)
- Polen (28 april 1992)
- Rumänien (25 juni 1992)
- Schweiz (10 juni 1992)
- Serbien (26 juni 1995)
- Storbritannien (27 april 1992)
- Sverige
- Tyskland (13 april 1992)
- Ukraina
- Ungern (14 april 1992)
- Belarus
- Österrike (18 januari 1991)

### Asien
- Indien (28 september 1992)
- Iran (15 maj 1992)
- Israel (1 juni 1992)
- Japan (3 augusti 1992)
- Kazakstan (24 juli 1992)
- Kina  (9 juni 1992)
- Malaysia (7 maj 1993)

### Övriga världen
- Botswana (januari 2010)
- Egypten (11 maj 1992)
- Kanada
- Komorerna (26 mars 2010)
- Sydafrika (23 april 1993)
- USA

### Brutna/inga diplomatiska relationer
- Nordmakedonien (aldrig haft)
- Nicaragua (19 september 1994 - 29 november 2008)
- Ryssland (1 juli 1992 - 29 augusti 2008)

### Översikt
Georgien har etablerat relationer med 128 nationer. Georgien har brutit sina diplomatiska relationer med Ryssland och Nicaragua.
Georgien har inga diplomatiska relationer med följande nationer:
- Belize, Honduras, Haiti, Bahamas, Venezuela,[2] Surinam, Guyana, Saint Kitts och Nevis, Antigua och Barbuda, Dominica, Grenada, Trinidad och Tobago, Barbados.
- Cap Verde, Kap Verde, Mauretanien, Mali, Senegal, Gambia, Guinea-Bissau, Liberia, Burkina Faso, Togo, Benin, Niger, Tchad, Centralafrikanska republiken, Kamerun, Eritrea, Somalia, Ekvatorialguinea, Sao Tome och Principe, Gabon, Kongo, DR Kongo, Rwanda, Uganda, Kenya, Tanzania, Komorerna, Seychellerna, Madagaskar, Mauritius, Malawi, Namibia, Botswana, Lesotho, Swaziland.
- Bhutan, Maldiverna, Brunei, Östtimor.
- Palau, Mikronesien, Marshallöarna, Tuvalu, Nauru[2], Kiribati, Tonga, Samoa, Cooköarna, Niue, Fiji, Vanuatu, Solomonöarna, Papua Nya Guinea.
- Monaco, Makedonien
- Sahariska arabiska demokratiska republiken[2] och övriga stater som saknar fullt internationellt erkännande.

### Fotnoter
1. ↑  https://web.archive.org/web/20081107093623/http://afp.google.com/article/ALeqM5g8JIulsM3ioTtotqyf621zaYjwwg
2. 1 2 3 4  Har erkänt Abchaziens och Sydossetiens självständighet